# Deborah Ochs
Deborah Ochs, född 30 januari 1966, är en amerikansk idrottare som tog brons i bågskytte vid olympiska sommarspelen 1988.